# Dempsey Settlement
Pour les articles homonymes, voir Dempsey.
Dempsey Settlement était un village canadien situé dans le comté de Gloucester, au nord-est du Nouveau-Brunswick. Il s'élevait sur le site actuel de Belledune, plus précisément au sud de la route 11, près du vieux chemin Turgeon. Il portait vraisemblablement le nom de John Dempsey, William Dempsey et Catherine Dempsey, qui furent les premiers colons à s'y établir.